# Estado de Atacama
El Estado Litoral de Atacama fue un proyecto de Estado Federal, conformado por el Departamento de Litoral y la Puna de Atacama, dentro del proyecto unionista de los Estados Unidos Perú-Bolivianos que llegó a la etapa legislativa durante la Guerra del Pacífico, pero que no se logró concretar.

## Historia
El 11 de junio de 1880, pocos días después de la derrota en la batalla de Tacna, bajo los mandatos de Nicolás de Piérola y Narciso Campero, ambos gobiernos firmaron en Lima un protocolo sobre las bases preliminares de la unión federal, que preveían:

[...] para afianzar la independencia y la inviolabilidad, paz interior y seguridad exterior de los Estados comprendidos, así como para promover su prosperidad (punto I). Los departamentos de cada una de las dos repúblicas se erigirían en Estados autónomos, con instituciones y leyes propias. Se juntarían Tacna y Oruro, y Potosí y Tarapacá (punto II); y las regiones del Chaco y del Beni y de la montaña peruana formarían distritos federales. Los Estados serían iguales en derechos y tendrían una ciudadanía común (punto V); habría un gobierno nacional conformado por los tres poderes clásicos; y la conducción de la política exterior de la Unión correspondería al Poder Ejecutivo Federal. El Presidente de la Unión sería elegido en votación directa por los ciudadanos de los Estados

## Organización territorial

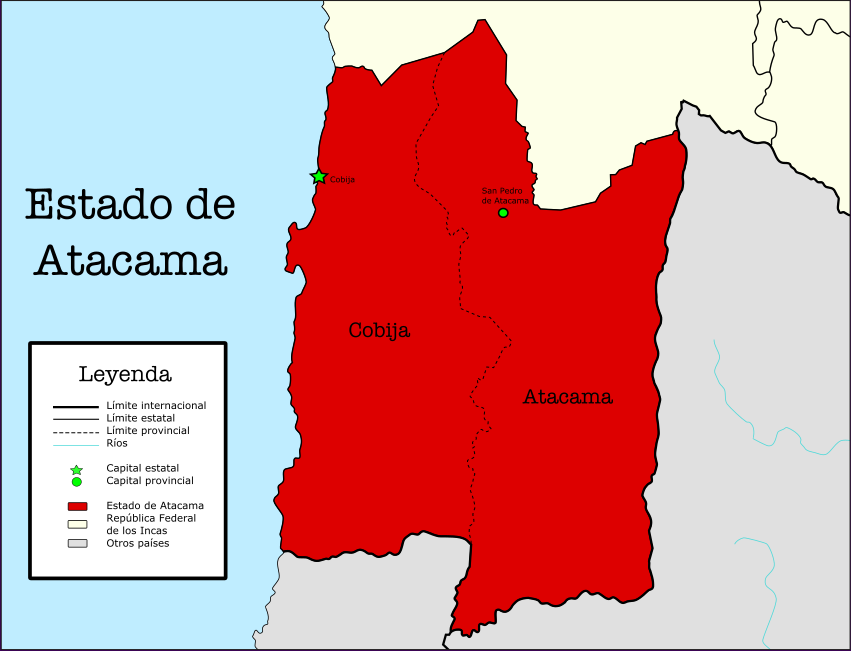
División administrativa del Estado de Atacama

La capital del Estado de Atacama sería el Puerto de Cobija o La Mar. El Estado se encontraría dividido en 2 provincias:
| N.º | Provincia       | Capital              |
| --- | --------------- | -------------------- |
| 1   | Atacama         | San Pedro de Atacama |
| 2   | Cobija o La Mar | Puerto de Cobija     |